# Pardosa utahensis
Pardosa utahensis là một loài nhện trong họ Lycosidae.
Loài này thuộc chi Pardosa. Pardosa utahensis được Ralph Vary Chamberlin miêu tả năm 1919.